# Мој (Бергамо)
Мој је насеље у Италији у округу Бергамо, региону Ломбардија.
Према процени из 2011. у насељу је живело 83 становника. Насеље се налази на надморској висини од 339 м.